# Виллер-Бокаж (кантон, Сомма)

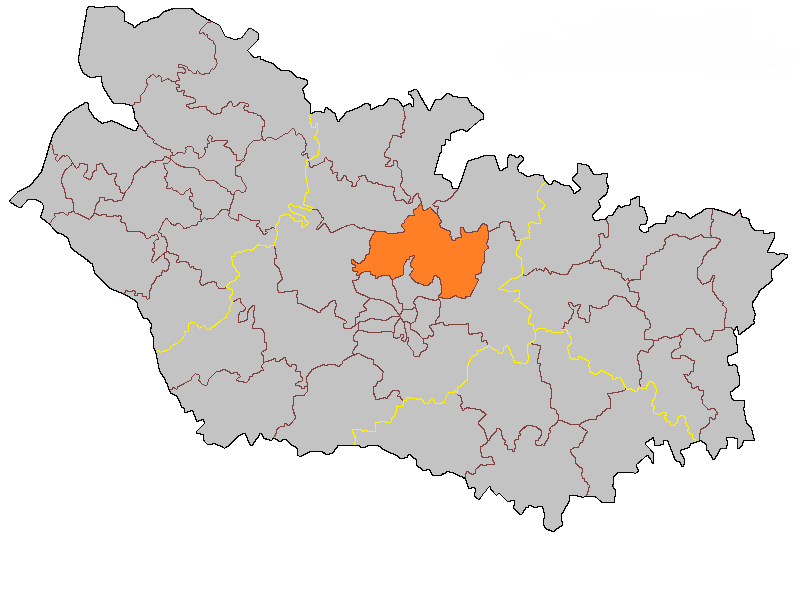
Кантон Виллер-Бокаж на карте департамента Сомма

Виллер-Бокаж (фр. Villers-Bocage) — упраздненный кантон во Франции, регион Пикардия, департамент Сомма. Входил в состав округа Амьен.
В состав кантона входили коммуны (население по данным Национального института статистики за 2009 г.):
- Бавленкур (121 чел.)
- Беанкур (358 чел.)
- Бертангль (591 чел.)
- Бокур-сюр-л'Аллю (247 чел.)
- Ваданкур (99 чел.)
- Виллер-Бокаж (1 436 чел.)
- Во-ан-Амьенуа (428 чел.)
- Кардоннетт (439 чел.)
- Керрьё (681 чел.)
- Конте (370 чел.)
- Куази (286 чел.)
- Мирво (146 чел.)
- Мольян-о-Буа (334 чел.)
- Монтиньи-сюр-л'Аллю (213 чел.)
- Монтонвилле (95 чел.)
- Пон-Нуайель (730 чел.)
- Пьеррго (251 чел.)
- Реннвиль (779 чел.)
- Рюбампре (783 чел.)
- Сен-Вааст-ан-Шоссе (516 чел.)
- Сен-Гратьян (361 чел.)
- Тальма (1 104 чел.)
- Флессель (2 078 чел.)
- Фрешанкур (236 чел.)

## Экономика
Структура занятости населения:
- сельское хозяйство — 9,2 %
- промышленность — 13,7 %
- строительство — 10,9 %
- торговля, транспорт и сфера услуг — 33,8 %
- государственные и муниципальные службы — 32,3 %

## Политика
На президентских выборах 2012 г. жители кантона отдали в 1-м туре Николя Саркози 27,6 % голосов против 26,1 % у Франсуа Олланда и 23,0 % у Марин Ле Пен, во 2-м туре в кантоне победил Саркози, получивший 52,4 % голосов (2007 г. 1 тур: Саркози — 32,1 %, Сеголен Руаяль — 22,1 %; 2 тур: Саркози — 56,0 %). На выборах в Национальное собрание в 2012 г. по 4-му избирательному округу департамента Сомма они поддержали действующего депутата, кандидата партии Союз за народное движение Алена Жеста, набравшего 35,0 % голосов в 1-м туре и 50,9 % - во 2-м туре. На региональных выборах 2010 года в 1-м туре победил список социалистов, собравший 29,8 % голосов против 25,6 % у списка «правых». Во 2-м туре «левый список» с участием социалистов и «зелёных» во главе с Президентом регионального совета Пикардии Клодом Жеверком получил 47,8 % голосов, «правый» список во главе с мэром Бове Каролин Кайё занял второе место с 34,7 %, а Национальный фронт с 17,4 % финишировал третьим.
|  | Кандидат         | Партия                  | % голосов |
|  | ---------------- | ----------------------- | --------- |
|  | Кристиан Манабль | Социалистическая партия | 51,83     |
|  | Франсин Брио     | Прочие правые           | 22,83     |
|  | Эрве Курбуэн     | Национальный фронт      | 22,35     |
|  | Селин Бузиани    | Прочие левые            | 3,00      |

|  | Кандидат         | Партия                         | % голосов |
|  | ---------------- | ------------------------------ | --------- |
|  | Кристиан Манабль | Социалистическая партия        | 55,24     |
|  | Эрве Лассала     | Союз за французскую демократию | 20,04     |
|  | Бернар Гребан    | Национальный фронт             | 16,50     |
|  | Кристель Дельгов | Коммунистическая партия        | 4,60      |
|  | Шанталь Жадуль   | Крайне левые                   | 3,62      |